# Archidiocèse de Parakou
L'archidiocèse de Parakou est l'un des deux archidiocèses de l'Église catholique au Bénin. Son siège est à Parakou à la  cathédrale Saints-Pierre-et-Paul de Parakou.
Les évêchés suffragants sont les diocèses de Djougou, de Kandi, de Natitingou et de N'Dali.

## Ordinaires
- François Faroud SMA, 21 mai 1948 - 1956
- Robert Chopart-Lallier SMA, 4 janvier 1957 - 1962
- André van den Bronk SMA, 13 février 1962 - 29 septembre 1975
- Nestor Assogba, 10 avril 1976 - 29 octobre 1999, premier évêque autochtone, nommé archevêque de Cotonou
- Fidèle Agbatchi, 14 avril 2000 - 3 novembre 2010
- Pascal N'Koué, depuis le 14 juin 2011.

## Territoire
Il comprend les communes de Parakou et de Tchaourou dans le département de Borgou. Il est subdivisé en 23 paroisses.

## Historique
Le 13 mai 1948, la préfecture apostolique de Parakou est érigée à partir de territoires de la préfecture apostolique de Niamey, par la bulle Evangelizationis operi de Pie XII.
Le 10 février 1964, elle est élevée au rang de diocèse et le diocèse de Natitingou en est détaché. Il alors suffragant de l'archidiocèse de Cotonou. Le 19 décembre 1994, une portion de son territoire donne naissance au diocèse de Kandi.
Le 4 février 1993, le pape Jean-Paul II, alors en visite pastorale en Afrique, célèbre une messe au stade municipal de Parakou. Dans son homélie, il salue la coexistence pacifique entre musulmans et chrétiens.
Le 16 octobre 1997, il est élevé au rang d'archidiocèse métropolitain avec trois diocèses suffragants : Djougou, Kandi et Natitingou. 
Le 22 décembre 1999, une portion de son territoire est détachée pour donner naissance au diocèse de N’Dali, qui devient son suffragant. 
Depuis 2014, l'archidiocèse est jumelé avec le diocèse de Nantes.

## Statistiques
Selon l'Annuaire pontifical de 2017, l'archidiocèse comptait 207 400 baptisés en 2016 sur 438 500 habitants (47,3%) dans 23 paroisses, avec 73 prêtres (dont 21 réguliers), 52 religieux et 162 religieuses.